# Ichdystone Sexualorientierung
Die ichdystone Sexualorientierung bezeichnet nach ICD-10 den Wunsch, eine andere als die vorhandene (und eindeutige) sexuelle Ausrichtung zu haben. Die sexuelle Orientierung selbst wird dabei aber nicht als Störung angesehen – sofern diese nicht gemäß F65.4 im Abschnitt F65 als „Störungen der Sexualpräferenz“ zugeordnet wird.
Gegenstand der Diagnose ist ausschließlich das Empfinden, mit der jeweiligen Orientierung nicht klarzukommen, oder der Wunsch, diese deswegen zu ändern. Eine genaue Entsprechung im DSM-IV existiert nicht. Dort kann es mit 302.9 („Sexuelle Störung nicht anders spezifiziert“) deklariert werden.
Betroffene und Fachverbände beklagten seit geraumer Zeit, dass die sexuelle Ausrichtung in der Regel nicht das Problem darstellt. Der Wunsch, diese zu ändern, käme meist durch sozialen Druck zustande. Dem Wesen nach handelt es sich also um einen sozialen Konflikt. Dieser kann problemlos ohne Bezug auf eine Homosexualität und damit ohne Stigmatisierung als solcher codiert werden.

## Geschichte
Die Diagnose der ichdystonen Sexualorientierung wurde mit dem Inkrafttreten des 1992 veröffentlichten ICD-10 eingeführt. Bis dahin war lediglich die Homosexualität (seit 1968) als neurotische Störung im ICD aufgeführt, was bei Einführung des ICD-10 entfernt wurde. Bei der Entwicklung des ICD-11 wurde die gesamte Gruppe F66 ersatzlos gestrichen. Der ICD-11 trat am 1. Januar 2022 in Kraft. Das Konzept und die Diagnose der ichdystonen Sexualorientierung ist demnach als veraltet anzusehen. Im Rahmen der schrittweisen Umsetzung von ICD-10 auf ICD-11 kann sie nicht mehr verwendet werden.

## Definition und Abgrenzungen
„Die Geschlechtsidentität oder sexuelle Ausrichtung (heterosexuell, homosexuell, bisexuell oder präpubertär) ist eindeutig, aber die betroffene Person hat den Wunsch, daß diese wegen begleitender psychischer oder Verhaltensstörungen anders wäre und unterzieht sich möglicherweise einer Behandlung, um diese zu ändern.“

Der ICD-10 enthält für den gesamten Über-Abschnitt F 66 ausdrücklich folgenden Hinweis: „Die Richtung der sexuellen Orientierung selbst ist nicht als Störung anzusehen.“
Die ichdystone Sexualorientierung gilt als Differentialdiagnose zu folgenden anderen Diagnosen:
- Unter F64.2 ist die „Störung der Geschlechtsidentität im Kindesalter“ eingeordnet, welche als nur vor der Pubertät bestehend definiert ist. Sie ist nicht anzuwenden bei Kindern und Jugendlichen, welche die Pubertät gerade erreichen oder sie schon erreicht haben.
- Auch der unter F64.0 definierte „Transsexualismus“ ist gegenüber der ichdystonen Sexualorientierung abzugrenzen, hierbei besteht der Wunsch, dem jeweils anderen Geschlecht anzugehören.
- Bei der unter F66.0 definierten „Sexuellen Reifungsstörung“ ist im Gegensatz zu hier eine Unsicherheit bezüglich der Geschlechtsidentität oder der sexuellen Orientierung gegeben.

Zu den hier verwendeten Begriffen „Orientierung“ und „Ausrichtung“ ist zu bemerken, dass in der Fachwelt diskutiert wird, ob eine präpubertäre Ausrichtung als sexuelle Orientierung oder als Sexualpräferenz anzusehen ist. Ein junges Einteilungskonzept nimmt eine altersmäßige Orientierung an, nennt sie aber zur Unterscheidung sexuelle Ausrichtung. Im ICD-10 wird die Pädophilie als solche unter der Kennzahl F65.4 im Abschnitt F65 als „Störungen der Sexualpräferenz“ verortet.

## Ursachen und Auswirkungen
Die Heteronormativität einer Gesellschaft führt dazu, dass Homosexualität häufiger als ichdyston empfunden wird als Heterosexualität. Lesben und Schwule, die ihre Sexualorientierung als ichdyston empfinden, haben Schwierigkeiten ihre, als realistisch wahrgenommene, homosexuelle Orientierung zu akzeptieren oder in die eigene Persönlichkeit zu integrieren. Diese Störung wird auf den Gegensatz zum soziokulturellen Hintergrund einer mehrheitlich gegengeschlechtlich orientierten Bevölkerung und ihre häufig vorhandene, ablehnende oder gar feindselige Haltung zurückgeführt. Es gibt teilweise noch immer große Hürden für ein Coming-out, die es zu überwinden gelte. In der Folge könne es zu Verdrängungs- und Verleugnungsversuchen vor anderen oder sich selber kommen, die jedoch von geringer Dauer seien und die dann zu einer kategorischen Ablehnung der eigenen sexuellen Orientierung führten mit dem Wunsch, diese zu verändern. Wegen der in einigen Fällen subjektiv wahrgenommenen sozialen Unerwünschtheit gingen dann viele ichdyston homosexuell empfindende Menschen (vorerst) heterosexuelle Beziehungen ein. Diese bleiben jedoch (mitunter trotz „technisch“ funktioneller Sexualität) wegen fehlender sexualstruktureller Kompatibilität ohne innere (emotionale) Befriedigung und können in der Folge nicht aufrechterhalten werden. Die verdrängten Gefühle würden oft durch das Unterbewusstsein auf verschiedene Art wieder zu Tage gefördert. Schlimmstenfalls komme es zum sozialen und soziosexuellen Rückzug und zu darauf folgender Isolation und Vereinsamung. Oft würden Sexualkontakte ausschließlich anonym gesucht, auch im Kontext semiprofessioneller Prostitution, was für die Betreffenden mit einem deutlich erhöhten Risiko verbunden ist, sich mit sexuell übertragbaren Krankheiten zu infizieren oder zum Opfer von Gewalt- und Eigentumsdelikten zu werden.

## Positionen verschiedener gesellschaftlicher Gruppen

### Medizinische Fachverbände
Zahlreiche Fachverbände wie der Berufsverband deutscher Fachärzte für Psychiatrie und Psychotherapie, die Bundesärztekammer, die Deutsche Gesellschaft für Psychiatrie und Psychotherapie, Psychosomatik und Nervenheilkunde (DGPPN), die American Psychiatric Association und die American Psychological Association machen deutlich, dass die Diagnose einer ichdystonen Sexualorientierung keine Hintertür sein darf, um bestimmte sexuelle Neigungen, insbesondere die Homosexualität, zu pathologisieren. Die Verbände erklären im Wesentlichen übereinstimmend, Homosexualität sei keine Krankheit, sondern eine häufige Form menschlichen Zusammenlebens und bedürfe keiner Therapie. Allerdings könnten Angehörige sexueller Minderheiten psychische Schäden durch Diskriminierungserfahrungen erleiden. Psychiatrisch-psychotherapeutische Behandlungsansätze seien nicht die von der Norm abweichenden sexuellen Wünsche, sondern die Konflikte, die wegen dieser Veranlagung in Verbindung mit religiösen, gesellschaftlichen und internalisierten Normen entstünden. Therapeutische Ziele seien daher in erster Linie die Prävention psychiatrischer Folgeerkrankungen durch äußere Umstände (wie z. B. Diskriminierungen). Haben bspw. homosexuell lebende Menschen psychische Erkrankungen, so seien diese unabhängig von der Homosexualität zu diagnostizieren und zu behandeln.

### Homosexuellenverbände
Verbände, die für die Interessen von Homosexuellen, Transgeschlechtlichen oder andere sexuellen Minderheiten eintreten, sehen das Problem einer ichdystonen Sexualorientierung nicht durch die sexuelle Orientierung an sich. Vielmehr seien die Reaktionen der Mitmenschen auf die Sexualorientierung eines Betroffenen Ursache von psychischen Problemen. Der Lesben- und Schwulenverband in Deutschland warnte öffentlich davor, die an sich anders gemeinte Diagnose einer ichdystonen Sexualorientierung zur „Pathologisierung von Homosexualität durch die Hintertür“ zu missbrauchen. Die Diagnose betreffe den Umgang mit der eigenen sexuellen Orientierung und nicht deren Veränderungsbedürftigkeit.

### Evangelische und katholische Kirche
Die beiden großen organisierten Glaubensgemeinschaften in Deutschland, die Evangelische Kirche Deutschlands sowie die Katholische Kirche, nehmen zum Thema ichdystone Sexualorientierung als psychisches Störungsbild keine Stellung. Bezüglich Abweichungen vom heterosexuellen Normverhalten nehmen beide Glaubensrichtungen moraltheologisch teilweise zustimmende bis sehr kritische Positionen ein, betrachten jedoch beispielsweise Homosexualität und Transgeschlechtlichkeit nicht als Krankheit, sondern als Normvarianten und befassen sich damit als einem rein moralischen und nicht medizinischen Thema.

### Evangelikale Bewegung
In der evangelikalen Bewegung werden Abweichungen vom heterosexuellen Lebensstil als Sünde betrachtet und mit Bezugnahme auf die Bibel strikt abgelehnt. Entgegen dem wissenschaftlichen Mainstream wird homosexuelles Verhalten oft als psychische Störung verstanden. Eine therapeutische Behandlung, die auf eine Änderung der sexuellen Identifikation zielt, wird entsprechend begrüßt. Die evangelikale Bewegung ist eine von vielen religiösen Gruppierungen, die abweichendes sexuelles Empfinden moralisch ablehnen, jedoch eine der wenigen, die es als Krankheit betrachten, die behandelt werden könne. Da Homosexualität in den internationalen Krankheitsklassifikationen nun allerdings nicht mehr als psychische Störung betrachtet wird, nutzen einige Vertreter dieser Sichtweise die Kategorie der ichdystonen Sexualorientierung als Grundlage der Empfehlung von reparativen Therapien. Anders als die Mainstream-Wissenschaft und andere gesellschaftliche Verbände sehen die Vertreter der evangelikalen Bewegung eine subjektive Unzufriedenheit mit abweichendem Sexualverhalten nicht als Folge gesellschaftlicher Repressionen, sondern als originäre Folge des abweichenden sexuellen Empfindens. Wer von ichdystoner Sexualorientierung betroffen sei, leide unter seiner abweichenden Sexualität an sich und habe deshalb auf Wunsch in der Veränderung seiner sexuellen Orientierung unterstützt zu werden. Als Lösung bieten Therapeuten, die häufig der evangelikalen Bewegung nahestehen, reparative Therapien, die von den medizinischen Fachverbänden abgelehnt werden. Die Vertreter dieser Denkrichtung gehen von der Hypothese aus, dass Homosexualität nicht genetisch begründet und angeboren sei, sondern auf einer Kombination von Veranlagung und verschiedenen komplexen Lebenserfahrungen in der Kindheit und Jugend der Betroffenen zurückzuführen sei. Zu diesen Lebenserfahrungen werden unter anderem die Herkunft, das Temperament, Verletzungen durch Eltern und Geschwister, Familienentwicklungen, sexueller Missbrauch sowie soziale und kulturelle Verletzungen gezählt. Es wird postuliert, die medizinischen Fachverbände hätten insbesondere die Homosexualität fälschlicherweise aus der Liste der Krankheiten gestrichen. Sie beklagen zudem, dass man die Behandlung von Homosexualität in der heutigen psychologischen Ausbildung nicht mehr lerne. Angeblich erfolgreich behandelte Patienten bezeichnen sich als Ex-Gays, wobei es inzwischen auch eine Gruppe von Ex-Ex-Gays „rückfällig“ gewordener Patienten gibt. Bekannte Gruppen, die diese Positionen beziehen, sind u. a. Wüstenstrom und das Deutsche Institut für Jugend und Gesellschaft.